# Bradney
Bradney – przysiółek w Anglii, w Somerset. Bradney jest wspomniana w Domesday Book (1086) jako Bradenie/Bradeneia.